# Phaonia bigoti
Phaonia bigoti är en tvåvingeart som först beskrevs av Albuquerque 1957.  Phaonia bigoti ingår i släktet Phaonia och familjen husflugor. Inga underarter finns listade i Catalogue of Life.